# Taalhandeling

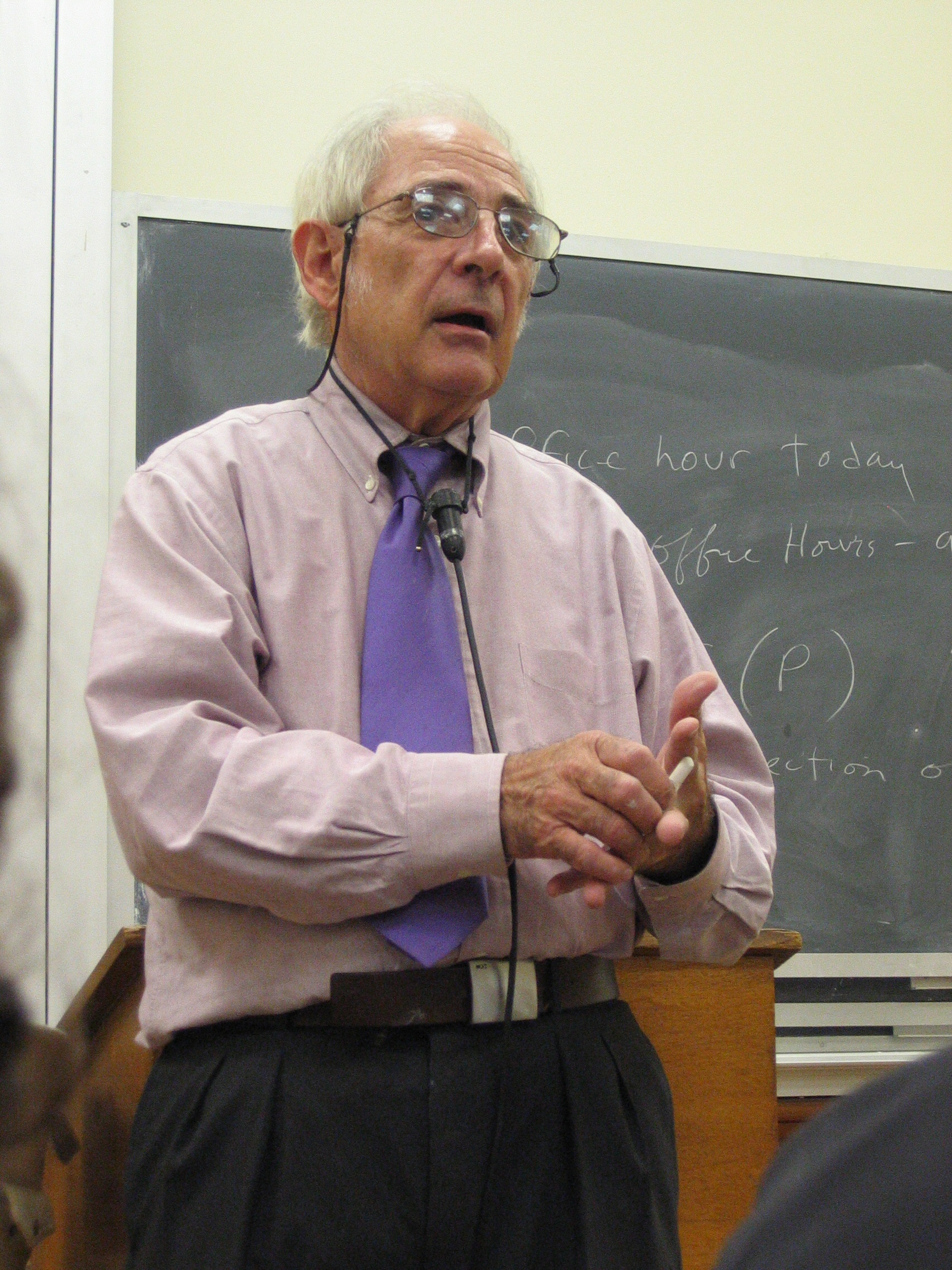
De filosoof John Searle heeft zich sterk ingelaten met het concept van een taalhandeling.

Een taalhandeling of taaldaad (Engels: speech act) is een handeling die plaatsvindt omdat men iets zegt met een zeker doel voor ogen. Een taalhandeling is een bepaald soort Intentionele handeling waarover John Searle spreekt in zijn boek Intentionality. Een taalhandeling is mede gebaseerd op het coöperatief principe. Een bijzondere taalhandeling is de fatische communicatie. Hierbij heeft de taal geen semantische maar een sociale betekenis. Het praten op zich is dan vaak de enige boodschap, het enige wat men communiceert. De fenomenoloog Adolf Reinach ontwikkelde in 1913 een omvattende theorie van sociale handelingen, inclusief taalhandelingen. Later pasten John Austin en zijn student John Searle het begrip taalhandelingen toe op alledaagse gesproken taal.

## Betekenis
Een voorbeeld van een taalhandeling is een belofte. Een belofte vindt plaats wanneer men door middel van spraak zijn geestelijke toestand (de Intentionele toestand) kenbaar wil maken aan een toehoorder. Met die tot uitdrukking gebrachte geestelijke toestand wil men aangeven dat men van plan is te doen wat de propositie van die belofte weergeeft. Men weet zijn innerlijk aan de buitenwereld te relateren door middel van een taalhandeling.
De onder linguïsten gangbare speech act-theorie verdeelt de taalhandeling in directe taalhandelingen (locutie), indirecte taalhandelingen (illocutie) en perlocutie. Een voorbeeld is het zinnetje: Weet u hoe laat het is?
- De locutie van dit voorbeeld is slechts de weergave van de geschreven zin of, indien men hem uitspreekt, slechts de productie van de klankenreeks. Het accent ligt hier op de fysieke handeling onafhankelijk van de betekenis die de uitspraak heeft en de bedoeling die de actor aan die uitspraak oplegt.
- De illocutie is dat wat men met de fysieke handeling bedoelt te communiceren. In het geval van dit voorbeeld: „Ik vraag u mij te vertellen hoe laat het is.“. Een ander voorbeeld is de uitspraak Het tocht, waarvan de illocutie over het algemeen is: „Wil iemand (jij) ervoor zorgen dat de tocht ophoudt?“. Een illocutie kent twee elementen: De illocutionaire modaliteit en een erbij horende propositionele inhoud.
- De perlocutie betreft het zekere effect dat de spreker met zijn taalhandeling op de toegesprokene hoopt te bereiken. Searle poneert dit als gedrag van de spreker, dus niet dat van de toehoorder. In het geval van de uitspraak "Het tocht" is spreker bezig met het correct begrepen krijgen van de illocutie en het streven naar een gewenst gevolg, te weten het handelen in overeenstemming met de wens die de propositie van de illocutie tot uitdrukking brengt. Bijvoorbeeld dat iemand in reactie op de uitspraak Het tocht het raam of de deur sluit of in reactie op een bepaalde vraag een antwoord geeft.

Benadrukt zij dat locutie, illocutie en perlocutie gezamenlijk de taalhandeling vormen. In zichzelf zijn het dus handelingen en geen beschrijving van handelingen. De beschrijving zoals hier over het begrip taalhandeling gedaan is zelf een door de auteur uitgevoerde taalhandeling met locutionair, illocutionair en perlocutionair element. Searle heeft het in dat verband over de Hermeneutische cirkel, wat wil zeggen je hebt taal nodig om iets over taal te zeggen.
Een mogelijk antwoord, "Het is kwart voor zeven", is een taalhandeling die weer de drie elementen locutie, illocutie en perlocutie kent. Het antwoord is de reactie op de door de interpreet begrepen illocutie.
Het antwoord zou bijvoorbeeld kunnen zijn: "Het is kwart voor zeven".
- De locutie is de gesproken tekst of de geschreven zin onafhankelijk van betekenis en bedoeling.
- De illocutie is: In antwoord op uw vraag: „Ik vraag u mij te vertellen hoe laat het is“, deel ik u mede dat het kwart voor zeven is. Het in het antwoord refereren aan de vraag is noodzakelijk omdat de spreker met zijn uiting „Het is kwart voor zeven“ daarmee niet per se bewust antwoord hoeft te geven op de te stellen vraag. Hij kan immers bijvoorbeeld ook de bedoeling hebben bij zichzelf te zeggen: „Oeps, het is kwart voor zeven, ik moet naar mijn werk“. Dit ware dan, indien de voorafgaande vraag niet gestipuleerd werd, opnieuw een mogelijke illocutie bij de uiting „Het is kwart voor zeven“.
- De perlocutie beschrijft uiteraard weer het effect dat de beantwoorder met zijn uitspraak hoopt te bereiken.

## Soorten taalhandelingen
- Assertief taalgebruik De toegesprokene zover zien te krijgen dat hij zich kan vinden in de waarheid van de propositie. (Denk aan: beweringen, beschrijvingen, classificaties en uitleg)
- Directief taalgebruik De toegesprokene zover zien te krijgen dat hij gedrag gaat vertonen dat in overeenstemming is met de propositionele inhoud van het directief. (Denk aan: Verzoeken, bevelen, vragen, etc.)
- Commissief taalgebruik Een commissief geeft aan dat de spreker zich verplicht dat te doen wat de propositionele inhoud aan geeft. (Denk aan: beloften, geloften, plechtige belofte, afspraken en garanties, dreigementen)
- Expressief taalgebruik Het illocutionaire punt van de expressieve taalhandeling brengt niet meer dan de oprechtheidtoestand tot uitdrukking. (Denk aan: verontschuldigingen, bedankjes, felicitaties, welkomstmeldingen, en condoleances)
- Declaratief taalgebruik Bij het illocutionaire punt van de declaratieve taalhandeling gaat het er om een verandering in de wereld teweeg te brengen door het te presenteren als veranderd. (Denk aan: "Hierbij verklaar ik U man en vrouw”, “Hierbij is de oorlog verklaard”, "U bent ontslagen” en “Ik neem ontslag”)
- Institutioneel taalgebruik. Je zegt iets omdat het wordt vereist. Je houden aan de etiquette. (Denk aan: Gefeliciteerd met uw nieuwe contract)
- Evaluerend taalgebruik. Je beoordeelt iets toetsend aan bepaalde normen (die gelden) (komt niet voor in het rijtje van Searle) (Denk aan: dat is toch niet gepast in deze situatie! (ook expressief eventueel))

Het kan voorkomen dat je de uiting van een spreker in meer dan één categorie kunt thuisbrengen.